# Vrysómilos
Vrysómilos, en grec moderne : Βρυσόμηλος, est un village du dème de Triphylie, district régional de Messénie, en Grèce.
Selon le recensement de 2011, la population du village  compte deux habitants.